# Duma (Engel)
Duma (Hebräisch/Aramäisch: Ruhe, Stille) ist der Engel der Unterwelt in der jüdischen und islamischen Tradition. Ihm werden die Seelen der Verstorbenen übergeben und er ordnet sie anschließend dem jeweiligen Bereich im Jenseits zu. Später entwickelte sich die Rolle Dumas in der jüdischen Tradition zu der eines strafenden Höllenfürsten. Duma ist auch eine beliebte Figur in der jiddischen Folklore und Literatur. I. B. Singers Geschichtensammlung Short Friday (1964) erwähnt Duma als tausendäugigen Todesengel, ausgerüstet mit einem brennenden Schwert.
In den jüdischen Quellen fungiert Duma als Fürst der Hölle und regiert über eine Heerschar von Strafengeln. Sie strafen die Gottlosen durchgehend, mit Ausnahme am Sabbat. Einer Erzählung nach war Duma einst der Schutzpatron des biblischen Ägyptens, weigerte sich allerdings Gottes Urteil bezüglich Ägyptens zu akzeptieren, und wurde daraufhin als Richter über die Toten in die Unterwelt verbannt.
In der islamischen Tradition erhält Duma üblicherweise lediglich die Seelen der Ungläubigen. Er wird von As-Suyūtī in seinem Werk "al-Haba'ik fi akhbar al-mala'ik" erwähnt. Dort übergibt Azrael die Seelen der Ungläubigen dem Engel Duma. Auch Al-Qazwīnī nennt Duma einen Engel der lediglich die Seelen der Ungläubigen empfängt.